# حين يرن الهاتف
حين يرن الهاتف ((الكورية: 지금 거신 전화는)) هو مسلسل تلفزيوني كوري جنوبي، من بطولة يو يون سيوك، تشاي سو بن، هيو نام جون، جانغ جيو ري. عرض على قناة MBC TV في 22 نوفمبر الى 4 يناير 2024، عرض كل يومي الجمعة والسبت الساعة 21:50 (KST)، وهو متاح على نتفليكس في مناطق مختارة.

## القصة
تدور أحداث المسلسل حول أصغر متحدث باسم الرئاسة في كوريا الجنوبية، والذي يتعرض زواجه الذي دام ثلاث سنوات إلى حالة من الاضطراب عندما يتم اختطاف زوجته - وهي مترجمة لغة الإشارة - في ظروف غامضة.

## الطاقم

### رئيسي
- يو يون سيوك في دور بايك سا أون[5]

ابن عائلة سياسية بارزة ويتمتع بمؤهلات مثالية.
- تشاي سو بين في دور هونغ هي جو[5]

ابنة مالك صحيفة اعلامية التي كان لديها زواج بصفقة مع بايك سا أون.
- هيو نام جون في دور جي سانغ وو.[3]

طبيب نفسي ذو شخصية دافئة ومظهر جميل. وهو أيضًا نشط باعتباره يوتيوبر لديه 20 الف مشترك ويحب بشكل خاص البحث في القضايا التي لم يتم حلها والتحدث عنها.
- جانغ جيو ري في دور نا يو ري.[3]

مذيعة محطة إذاعية. تخرجت من إحدى الجامعات المرموقة، وهي شخصية مشرقة ومحبوبة.

### داعم

#### عائلة سا اون
- جيونغ دونغ-هوان في دور بايك سانغ-هو: جد سا-اون[6]
- يو سيونغ-هو في دور بايك يي-يونغ: والد سا-اون[6]
- تشو سانج مي في دور سيم كيو-جين: والدة سا-اون [7]

#### عائلة هي جو
- تشوي كوانغ-ايل في دور هونغ ايل-كيونغ: والد هي-جو.[6]
- اوه هيون-كيونغ في دور كيم ايون-هي: والدة هي-جو.[7]
- هان جاي-اي في دور هونغ ان-هي: أخت هي-جو[6]
- بارك ونغ-سانغ في دور نا جين تشول: والد هي جو الحقيقي.[6]

#### آخرون
- يانغ جو-آه[8]

## الاستقبال
احتل المسلسل المرتبة الثانية عالميًا في مخطط "البرامج التلفزيونية (غير الإنجليزية)" على نتفليكس اعتبارًا من 1 ديسمبر، مع 6.6 مليون مشاهدة. بين 25 نوفمبر و1 ديسمبر، كان في المركز الأول في 30 دولة، بما في ذلك البرازيل والمكسيك والمغرب والمملكة العربية السعودية وفيتنام وتايوان وهونج كونج والفلبين وماليزيا.
بالإضافة إلى نجاحه العالمي، أثار المسلسل أيضًا ضجة كبيرة في كوريا الجنوبية، حيث تصدر كأكثر الاعمال الرائجة خلال الأسبوع الرابع من شهر نوفمبر وتصدر كلاً من المخططات التلفزيونية ونتفليكس في غضون أسبوعين من صدوره. احتل كل من يو يون-سيوك وتشاي سو-بين المرتبة الأولى والثانية في شعبية الممثلين.
بعد إصدار المسلسل، شهدت رواية الويب الأصلية والويبتون زيادة كبيرة في شعبيتها. شهدت رواية الويب ارتفاعًا كبيرًا في كل من نسبة المشاهدة والمبيعات، حيث وصلت إلى المركز الأول في قائمة روايات الويب اليومية على كاكاو بيج. وبالمثل، صعد الويبتون، الذي ظهر لأول مرة قبل وقت قصير من المسلسل، إلى المركز الثاني في قائمة الويبتون الرومانسية الأسبوعية لـ كاكاو بيج.

## المشاهدات
| الموسم | الموسم | رقم الحلقة | رقم الحلقة | رقم الحلقة | رقم الحلقة | رقم الحلقة | رقم الحلقة | رقم الحلقة | رقم الحلقة | رقم الحلقة | رقم الحلقة | رقم الحلقة | رقم الحلقة | المتوسط |
| الموسم | الموسم | 1          | 2          | 3          | 4          | 5          | 6          | 7          | 8          | 9          | 10         | 11         | 12         | المتوسط |
| ------ | ------ | ---------- | ---------- | ---------- | ---------- | ---------- | ---------- | ---------- | ---------- | ---------- | ---------- | ---------- | ---------- | ------- |
|        | 1      | 0.852      | 0.855      | 0.942      | 1.020      | 1.054      | 1.343      | 1.048      | 1.248      | 1.130      | 1.380      | 1.469      | 1.652      | 1.166   |

وفقا لنيلسن، فقد حققت الحلقة الاخيرة حوالي 1.6 مليون مشاهدة، حيث سجلت نسبة 8.6%.
| الحلقات | تاريخ البث     | تقييمات (نيلسن كوريا) | تقييمات (نيلسن كوريا) |
| الحلقات | تاريخ البث     | على الصعيد الوطني     | سيئول                 |
| ------- | -------------- | --------------------- | --------------------- |
| 1       | 22 نوفمبر 2024 | 5.5%                  | 5.4%                  |
| 2       | 23 نوفمبر 2024 | 4.7%                  | 4.8%                  |
| 3       | 29 نوفمبر 2024 | 6.0%                  | 5.6%                  |
| 4       | 30 نوفمبر 2024 | 5.7%                  | 6.0%                  |
| 5       | 13 ديسمبر 2024 | 5.9%                  | 5.3%                  |
| 6       | 14 ديسمبر 2024 | 6.9%                  | 6.4%                  |
| 7       | 20 ديسمبر 2024 | 6.0%                  | 5.1%                  |
| 8       | 21 ديسمبر 2024 | 7.0%                  | 6.8%                  |
| 9       | 27 ديسمبر 2024 | 6.4%                  | 6.0%                  |
| 10      | 28 ديسمبر 2024 | 7.5%                  | 7.4%                  |
| 11      | 3 يناير 2025   | 8.3%                  | 8.8                   |
| 12      | 4 يناير 2025   | 8.6%                  | 8.5%                  |
| متوسط   | متوسط          | 6.542%                | 6.342%                |

## الانتاج
تم التخطيط له من قبل المنتج كوون سيونغ-تشاتغ من MBC ، ومن كتابة كيم جي وون، التي كتبت سابقًا "ميلانخوليا" (2021)، الدكتور جون (2019)، واخراج مخرج إم بي سي بارك سانغ- وو، الذي أخرج "الزواج المحظور". وتتولى إنتاجه شركة الإنتاج بون فكتوري وبارام بيكتشرز. وهو مبني على رواية الويب الشهيرة "الرقم الذي طلبته" من تأليف جيون إيومول نيو.
المسلسل سيعرض على قناة MBC من 12 حلقة. في 8 مايو 2024، أعلنت قناة MBC انتهاء اختيار الممثلين للمسلسل وبدأت في الإنتاج.

## روابط خارجية
- حين يرن الهاتف على موقع IMDb (الإنجليزية)
- حين يرن الهاتف على موقع روتن توميتوز (الإنجليزية)
- حين يرن الهاتف على موقع نتفليكس (الإنجليزية)
- حين يرن الهاتف على موقع قاعدة بيانات الفيلم (الإنجليزية)
- حين يرن الهاتف على هانسينما